# Los Majadales
Los Majadales es una pedanía y un caserío del municipio de Lora del Río, en la provincia de Sevilla, España

## El caserío
Los Majadales no tiene un núcleo propio, sino que se trata de un diseminado de cortijos, caseríos y haciendas que se extiende hacia el NO del municipio: donde se asienta el Parque Municipal de Matallana. Viven 205 personas.

## Entorno natural
El Parque Municipal de Matallana está formado por un bosque completamente mediterráneo, donde es un lugar donde se practica el senderismo y la caza. Cuenta con una área recreativa en el lugar y es recorrida por varias rutas senderistas.
En el arroyo de Algarín, cerca del cortijo de los Majadales, se encuentra un viejo puente romano.
Es atravesada por vías pecuarias. 